# Illmatic (Album)
Illmatic ist das Debütalbum des New Yorker Rappers Nas. Es erschien im April 1994 beim Musiklabel Columbia Records und wird stilistisch dem Eastcoast-Hip-Hop zugeordnet. Bei den Aufnahmen der zehn Stücke wurde Nas von seinem Vater Olu Dara und dem Rapper AZ unterstützt.
Trotz seines kommerziell eher geringen Erfolges zählt Illmatic zu den bedeutendsten Werken in der Geschichte des Hip-Hop und etablierte Nas als einen der einflussreichsten Rapper des Genres. Neben der Musikproduktion unter anderem von DJ Premier und Large Professor wurde bei der Rezeption des Albums zumeist Nas’ ungewöhnlich komplexe lyrische Technik hervorgehoben. Seine nachfolgenden Alben wurden immer wieder an Illmatic gemessen.

## Hintergrund

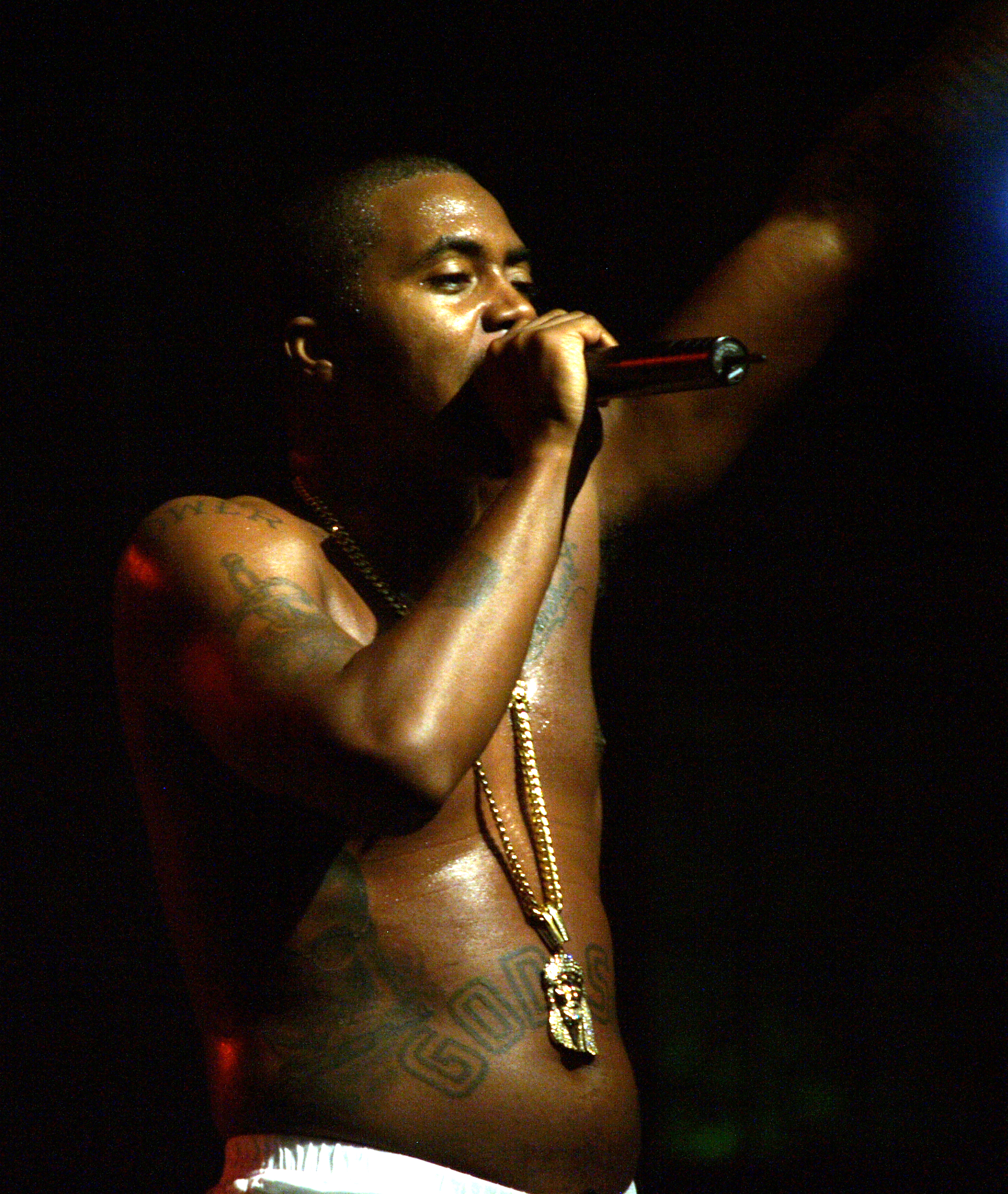
Nas, 2007

“When I made Illmatic, I was a little kid in Queensbridge trapped in the ghetto. My soul was trapped in the Queensbridge projects.”

„Als ich an Illmatic arbeitete, war ich ein kleines Kind in Queensbridge, gefangen im Ghetto. Meine Seele war im Queensbridge-Bezirk gefangen.“

Nas wuchs in der Sozialwohnungssiedlung Queensbridge auf, die größtenteils von aus der sozialen Unterschicht stammenden Afroamerikanern bewohnt wird. Oftmals wurden dort Hip-Hop-Jams abgehalten, an denen bekannte Rapper aus seinem Bezirk teilnahmen, darunter etwa MC Shan und Tragedy Khadafi. Neben deren Auftritten erlebte er unmittelbar die heute legendären Battles zwischen der aus Queensbridge stammenden Juice Crew und Boogie Down Productions aus der Bronx; seine Herkunft verschaffte ihm damit einen direkten Zugang zum Hip-Hop.
Ab Mitte der 1980er bestimmten die Auswirkungen von Ronald Reagans Wirtschaftspolitik und der Verschärfung strafrechtlicher Sanktionen infolge der sogenannten „Crack-Epidemie“ das soziale und wirtschaftliche Klima in den Innenstädten der USA. Diese Lebensbedingungen übten einen starken Einfluss auf Nas’ Persönlichkeit aus. Um Geld zu verdienen, dealte er zeitweise mit Drogen; seine Schulausbildung hatte er bereits nach der neunten Klasse abgebrochen. Im Mai 1992 wurde Nas’ Bruder angeschossen und sein DJ und bester Freund Willy „Ill Will“ Graham ermordet. Diese Erfahrungen wirkten sich auf die Arbeit an Illmatic und Nas’ weitere Karriere aus.
1989 lernte Nas den Musikproduzenten Large Professor kennen. Dieser ermöglichte ihm, in dem Studio, in dem auch Eric B. & Rakim produzierten, erste Aufnahmen zu machen, und stellte den Kontakt zu Q-Tip und Pete Rock her. Live at the Barbeque, ein Stück von Large Professors Gruppe Main Source mit einem Gastauftritt von Nas, wurde im Juli 1991 veröffentlicht. Nas begleitete Main Source daraufhin auf ihrer Tournee. Im selben Jahr nahm er unter dem Alias „Nasty Nas“ ein Demotape mit zehn Stücken auf. Eines davon ist der Song Nas Will Prevail, eine Vorgängerversion seiner späteren Single It Ain’t Hard to Tell. Als Gastrapper traten auf dem Tape unter anderem die ebenfalls aus Queens stammenden Rapper MC Serch und Kool G Rap auf. MC Serch wurde kurz darauf zu seinem Manager und verhalf ihm zu einem Plattenvertrag bei Columbia Records, nachdem der Def-Jam-Gründer Russell Simmons zuvor ein Angebot abgelehnt hatte. Zudem stellte er Nas DJ Premier vor. Für Illmatic fungierte Serch schließlich – neben Faith Newman, der A&R-Leiterin von Sony Music Entertainment – als geschäftsführender Produzent.
Im August 1992 war Nas auf Serchs Solodebütalbum Return of the Product zu hören. Bereits im Oktober erschien Halftime als erste eigene Single des Rappers, damals noch als Auskopplung aus dem Soundtrack zum Film Zebrahead, für den Serch als Supervisor diente. In der Folge baute sich ein szeneinterner Hype auf, Nas galt als „Wunderkind“, Vergleiche mit lyrisch innovativen Rappern wie Rakim, Big Daddy Kane oder Kool G Rap wurden bereits vor der Veröffentlichung von Illmatic gezogen.
Die ersten für das Album produzierten Stücke, namentlich Halftime, One Time 4 Your Mind und It Ain’t Hard to Tell, produzierte allesamt Large Professor; Life’s a Bitch mit einer Strophe des Rappers AZ wurde zuletzt aufgenommen. Abgemischt wurde Illmatic von Diego Garrido. Die Entscheidung, nur zehn Stücke auf dem Album zu verwenden, was im Hip-Hop eher untypisch ist, traf Nas bewusst.
Statt in Seite A und Seite B wurde die Vinyl-Veröffentlichung von Illmatic aufgeteilt in 40th Side North und 41st Side South. Dies sind die Namen der beiden Komplexe, in die Queensbridge aufgeteilt ist.
Der Titel Illmatic hat für Nas unterschiedliche Bedeutungen. Er erklärt das Wort als Synonym für Ausdrücke wie “beyond ill” (sinngemäß „kranker als krank“, krank hat in diesem Fall eine positive Konnotation) oder “the ultimate” (deutsch: „das Ultimative“), die den Klang des Albums widerspiegeln sollen. Daneben ist der Titel an einen zum damaligen Zeitpunkt im Gefängnis sitzenden Freund namens Illmatic Ice angelehnt. Das erste Mal verwendet wurde der Ausdruck 1988 von dem Rapper Tragedy Khadafi: “Forget ill, I get illmatical”.

## Titelliste
1. The Genesis – 1:45
2. N.Y. State of Mind – 4:54
  - Produziert von DJ Premier
3. Life’s a Bitch (feat. AZ) – 3:30
  - Produziert von L.E.S.
  - Koproduziert von Nas
4. The World Is Yours – 4:50
  - Produziert von Pete Rock
5. Halftime – 4:20
  - Produziert von Large Professor
6. Memory Lane (Sittin’ in da Park) – 4:08
  - Produziert von DJ Premier
7. One Love – 5:25
  - Produziert von Q-Tip
8. One Time 4 Your Mind – 3:18
  - Produziert von Large Professor
9. Represent – 4:12
  - Produziert von DJ Premier
10. It Ain’t Hard to Tell – 3:22
  - Produziert von Large Professor

## Lyrik

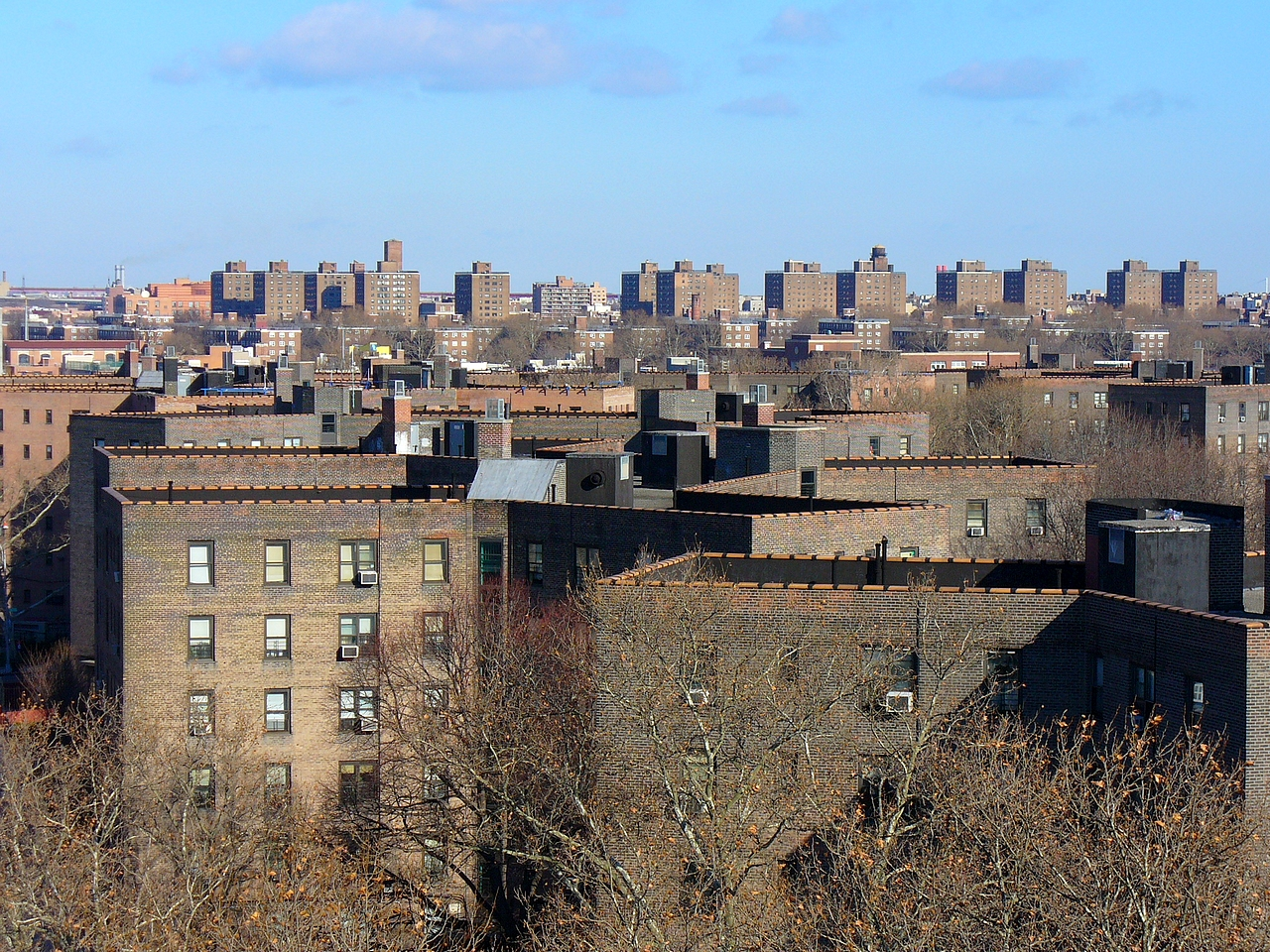
Nas’ Kindheit in Queensbridge beeinflusste Illmatic maßgeblich.

### Texte
In den Texten von Illmatic ist das lyrische Ich gleichzusetzen mit der Person Nas. Geprägt von seinem Leben in Queensbridge nimmt der Rapper in ihnen oft die Rolle eines Beobachters ein. Damit macht er sich zum Sprachrohr seiner Nachbarschaft im Speziellen und der medial unterrepräsentierten sozialen Brennpunkte in den Vereinigten Staaten im Allgemeinen. Die Texte behandeln dementsprechend oftmals Gewalt und Kriminalität – der Gangsterfilm Scarface sowie Modellnamen von Schusswaffen werden einige Male erwähnt –, dargestellt als Alltäglichkeit in Nas’ Umgebung und zumeist mit einer im Gangsta-Rap üblichen negativen Grundeinstellung. In seinem Streben, in diesem „Dschungel“ zu überleben, ist vereinzelt die Hoffnung auf ein Leben unter besseren Bedingungen zu erkennen. Besonders deutlich wird dies in The World Is Yours, teilweise auch in Life’s a Bitch:

“I switched my motto

Instead of sayin’ ‘Fuck tomorrow’

That buck that bought a bottle

Could have struck the lotto”

„Ich habe mein Motto geändert

Anstatt ‚Scheiß auf morgen‘ zu sagen

Dieser Dollar, der eine Flasche kaufte

Hätte den Lotto-Jackpot knacken können“

Hier wird deutlich, dass Nas – ebenso wie AZ – ein besseres Leben mit materiellem Wohlstand gleichsetzt. Anstatt dabei auf Gott zu vertrauen, macht er das Erreichen seiner Ziele einzig von sich selbst abhängig und zieht dafür auch kriminelle Wege in Betracht; er träumt von einem Leben als Gangster vergleichbar etwa mit Al Capone. Auf dieses Wunschdenken weist auch der Titel des Stückes The World Is Yours hin, ein Zitat aus Scarface. Dass Kriminalität sowohl zu Reichtum als auch zu einem Gefängnisaufenthalt führen kann, ist Nas dabei stets bewusst. Als Motiv sowohl zur Bewältigung der hoffnungslosen Frustration angesichts der realen Perspektivlosigkeit als auch des Traums von Geld und Wohlstand – mit Hilfe des illegalen Handels – spielen Drogen eine zentrale Rolle auf Illmatic.
Stilistisch vermischt Nas in den Texten Elemente des Battle-Rap, des Storytelling und der Repräsentation von sich selbst und seinem Umfeld, die er mit philosophischen Ansätzen versieht. Daneben finden sich gelegentlich kulturhistorische und politische Verweise, zumeist in einem afroamerikanischen Kontext. In Halftime etwa werden einerseits der Film Jungle Fever, die Baseballmannschaft Atlanta Braves, die Musikgruppe The Jackson Five, die Fernsehserie CHiPs und der Radiomoderator Mr. Magic erwähnt und andererseits Verweise auf die militanten Separatisten Marcus Garvey und Malcolm X sowie die frühere Nutzung von Sklavenschiffen gebraucht. In It Ain’t Hard to Tell verbindet Nas seine Selbstbeweihräucherung mit Anspielungen auf die antike Mythologie (Medusa, Leviathan) und den Dichter Äsop.
Das einzige Stück, das inhaltlich eine deutliche Konzeption aufweist, ist One Love. Dessen ersten beiden Strophen sind in der Form eines Briefes an einen unbestimmten Freund verfasst, der im Gefängnis sitzt. Nas berichtet ihm von Vorfällen, die sich seit seiner Verhaftung ereignet hätten, etwa dass er Vater geworden sei, seine Freundin ihn hintergehe und eine Bekannte von Nas und ihm erschossen worden sei. Zudem fragt er ihn nach Cormegas Verbleib; dieser saß zu dem Zeitpunkt tatsächlich im Gefängnis. Das Gespräch mit einem illusionierten, kriminellen Zwölfjährigen, über das Nas in der dritten Strophe von One Love rappt, diente dem Videoregisseur Hype Williams als Vorlage für eine Szene seines Filmdebüts Belly (1998), in dem Nas mitspielt.
Neben den Verhältnissen in seiner direkten Umwelt kam Nas’ inhaltliche Inspiration aus der Beschäftigung mit Büchern über die Geschichte der Afroamerikaner und die Five Percent Nation, deren Ideologie im Hip-Hop weit verbreitet ist. Daneben beschäftigte er sich mit der Bibel, dem Koran und afrikanischen Sprichwörtern.
Kritisch hinterfragt wurde gelegentlich die Authentizität der Texte von Illmatic. So beschuldigte der New Yorker Rapper Jay-Z Nas in dem Song Takeover seine Texte lediglich auf den Erlebnissen seiner Freunde und Bekannten aufzubauen. Konkret behauptete er, Nas seine erste TEC-9 gezeigt zu haben, während dieser auf Illmatic rappte, ein solches Modell in seiner Kommode aufzubewahren.

### Artikulation
Nas benutzt in den Texten von Illmatic eine Vielzahl rhetorischer Stilmittel. Sehr auffällig sind insbesondere die komplexen Reimschemata: Neben vielen Binnenreimen verwendet der Rapper fast durchgängig mehrsilbige assonant klingende Reime, was bis dahin im Hip-Hop eher selten war. Hier ein Beispiel aus dem Song Halftime:

“It’s like that, you know it’s like that

I got it hemmed, now you never get the mic back

When I attack, there ain’t an army that could strike back

So I react never calmly on a hype track”

Durch die häufige Verwendung von Metaphern und Vergleichen überträgt Nas seine eigenen Erfahrungen bildlich auf den Zuhörer. So beinhaltet etwa der Text von N.Y. State of Mind „eine Darstellung des Ghetto-Lebens so klar wie eine Gordon-Park-Fotografie oder ein Langston-Hughes-Gedicht“. Um die Erfahrungen besser ausdrücken zu können, bedient Nas sich eines im Rap ungewöhnlich großen Wortschatzes, der viele Fremdwörter umfasst, aber auch diverse Slang-Ausdrücke – einige davon Neologismen –, deren Verständnis ein Insiderwissen voraussetzt. Beispiele sind die Begriffe “Rotten Apple” für New York, “tres-deuce” für einen Bierbehälter, “oowop” für eine Art Blunt und “5-0” für die Polizei.
Im Vortrag seiner Texte unterscheidet er sich stark von den Rappern der Old-School-Ära, indem seine Stimme meist ruhig und zurückgenommen bleibt, was Kritiker an Rakim erinnerte. Auf Doubletime-Passagen verzichtet Nas, seine Stimme verzeichnet allerdings einen durchgängigen Rhythmus, der durch den regelmäßigen Einsatz von Alliterationen unterstützt und aufgrund einer versierten Atemtechnik nur selten unterbrochen wird. Eine Dopplung seiner Stimme benutzt er nicht.

## Produktion und Musik

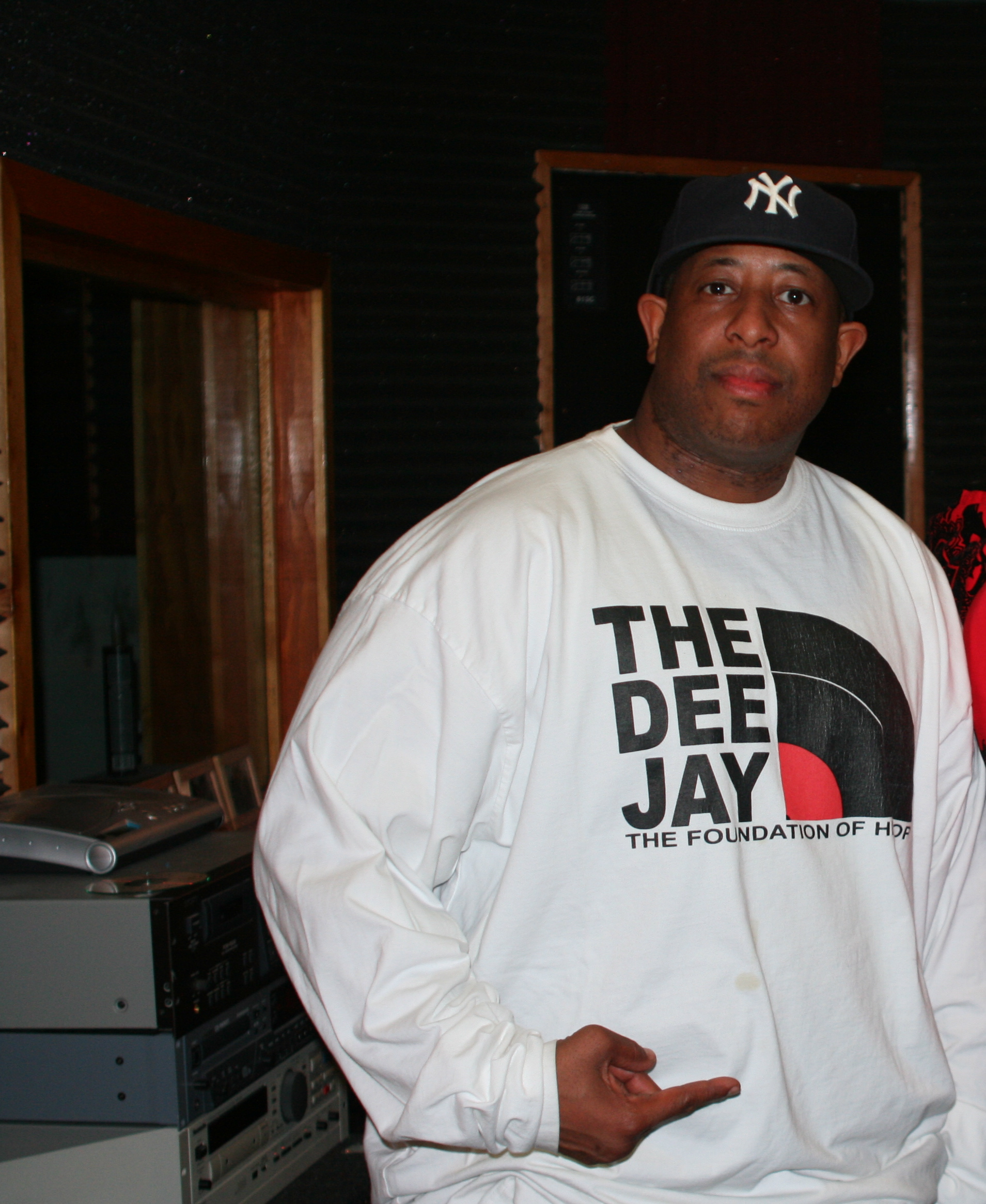
DJ Premier produzierte drei Stücke auf Illmatic und arbeitete auch an Nas’ folgenden Alben mit.

Illmatic wurde größtenteils von Large Professor und DJ Premier produziert. Daneben steuerten Pete Rock, Q-Tip und L.E.S. jeweils ein Instrumental bei. Damit arbeiteten einige der angesehensten New Yorker Hip-Hop-Produzenten an dem Album. Bei der Entwicklung neuer Lieder trieben sie sich gegenseitig zu härterer Arbeit an; DJ Premier beschrieb die musikalische Entstehung von Illmatic als Wettstreit.

„Ich kann mich noch genau daran erinnern, als mir Q-Tip One Love gezeigt hat und ich dachte nur damn [‚verdammt‘, im Sinne von ‚wow‘], ich muss meinen Beat nochmal überarbeiten. Ich habe dann meinen Represent-Beat verändert, um mich mit ihnen zu messen. Pete spielte mir dann The World Is Yours vor, und bevor der Beat zu Ende war, dachte ich mir, dass ich jetzt noch einen
weiteren Banger machen muss und dabei raus kam dann New York State Of Mind.“

Für die beiden Stücke Memory Lane (Sittin’ in Da Park) und Represent produzierte DJ Premier jeweils zwei unterschiedliche Instrumentals. Während er mit der auf Illmatic zu hörenden ersten Version von Memory Lane unzufrieden war, überredete er Nas für Represent das überarbeitete Instrumental zu verwenden. Auch It Ain’t Hard to Tell und The World Is Yours (durch Q-Tip) wurden später von den Produzenten geremixt.
In der Abmischung sind die Stücke auf Illmatic bewusst „roh“ gehalten. Die Basslinie und der Beat prägen das Klangbild, das dadurch sehr grooveorientiert ist.
Die Melodien bestehen aus kurzen Loops von etwa drei bis fünf Sekunden Länge. Diese bezogen die Produzenten hauptsächlich aus Ausschnitten älterer Stücke anderer Musiker, überwiegend aus dem Genre des Jazz, aber auch des Soul. So sind auf Illmatic Kompositionen von unter anderem Gary Burton, Ahmad Jamal, der Gap Band, Reuben Wilson und der Average White Band als Samples zu hören. Anstelle eines Schlagzeugs dienen in vielen Stücken ältere Aufnahmen als musikalische Unterlage in Form von Breakbeats. Vereinzelt wurden zudem Stimmsamples bekannter Hip-Hop-Musiker verwendet. N.Y. State of Mind beispielsweise basiert auf einem Pianoriff des Stückes Mind Rain von Joe Chambers, das gelegentlich von einem Loop der E-Gitarre von Donald Byrds Lied Flight Time unterbrochen wird. Im Refrain wird die Stimme von Rakim aus dem Song Mahogany eingescratcht. One Love dagegen verbindet ein Schlagzeugbreak von Clyde McPhatters A Mixed Up Cup mit der auf einer Kalimba und einem Kontrabass beruhenden Melodie von Smilin’ Billy Suite Part 2 der Heath Brothers.
Die für das Intro The Genesis verwendeten Samples zeigen die tiefe Verwurzelung von Nas und Illmatic im (Old-School-)Hip-Hop. Es setzt sich zusammen aus dem Anfang von Nas’ Strophe in Live at the Barbeque und Ausschnitten des Hip-Hop-Films Wild Style! sowie dem auf dessen Soundtrack veröffentlichten Subway Theme von Grand Wizard Theodore und Chris Stein.
Das bekannteste Sample ist in It Ain’t Hard to Tell zu hören. Large Professor benutzte als Melodie des Stückes unter anderem den Song Human Nature von Michael Jacksons Album Thriller.
Das einzige während der Produktion von Illmatic neu aufgenommene Instrument war ein von Nas’ Vater Olu Dara gespieltes Kornett. Nas bat ihn „zu spielen, was immer ihm in den Sinn kommt, wenn er an mich als Kind denkt“. Zu hören ist das Solo im Outro des Stückes Life’s a Bitch. Für Daras Debütsoloalbum In the World: From Natchez to New York sowie seine eigenen Werke God’s Son und Street’s Disciple arbeitete Nas erneut mit seinem Vater zusammen.

## Gestaltung
Für die Gestaltung des Albums zeichnete der Artdirector Jo DiDonato verantwortlich; die Bilder stammen vom Fotografen Danny Clinch und das Coverdesign von der Grafikerin Aimée Macauley. Während das grafisch betont urban gehaltene Booklet schwarzweiß und sepiafarben gestaltet wurde, ist das Cover von Illmatic in Orangebrauntönen gehalten. In der rechten oberen Ecke ist in großen rötlich-braunen Schriftzeichen Nas’ Name zu sehen. Dessen eckige Gestaltung unterscheidet sich stark von dem seit It Was Written von ihm verwendeten Logo. In der linken unteren Ecke steht der Name des Albums geschrieben – „ill“ ist farblich und größenmäßig hervorgehoben –, während unten rechts das Parental-Advisory-Zeichen, das Alben mit tendenziell jugendgefährdenden Inhalten kennzeichnet, platziert ist.
Einen Großteil des Covers macht eine Fotografie von Nas als siebenjähriger Junge aus. In diesem Alter habe er begonnen, seine Umwelt bewusster zu betrachten und über seine Zukunft nachzudenken, beides Motive, die sich auch auf der inhaltlichen Ebene von Illmatic wiederfinden. Das Cover umfasst ein Dreiviertelprofil seines Kopfes, der halbtransparent in den Queensbridge zeigenden Hintergrund eingearbeitet ist. Damit wird Nas’ enge Verbundenheit zu seiner damaligen Heimat visualisiert. Der Rapper verwendete sehr ähnliche transparente Porträtdarstellungen seiner Person auch auf den folgenden drei Soloalben.
Die Darstellung eines Kindes soll The Notorious B.I.G. zu dem Cover für sein kurz nach Illmatic erschienenes Album Ready to Die beeinflusst haben. Auch Common (One Day It’ll All Make Sense), The Game und Lil Wayne (Tha Carter III) veröffentlichten Alben mit einer ähnlichen Gestaltung. Eine Hommage an das Cover ist in Erykah Badus Video zu dem 2008 erschienenen Song Honey zu sehen.

## Rezeption

### Rezensionen
| Professionelle Bewertungen | Professionelle Bewertungen |
| -------------------------- | -------------------------- |
| Kritiken                   |                            |
| Quelle                     | Bewertung                  |
| AllMusic                   | [ 1 ]                      |
| Rolling Stone              | [ 59 ]                     |
| The Source                 | [ 60 ]                     |
| Musikexpress               | [ 61 ]                     |
| RapReviews.com             | [ 62 ]                     |
| Laut.de                    | [ 63 ]                     |

Illmatic wurde bei seiner Veröffentlichung oft verglichen mit kurz zuvor herausgebrachten und heute allgemein als „Klassiker“ geltenden Alben, vor allem Doggystyle von Snoop Dogg, und schnitt dabei generell positiv ab. Hervorgehoben wurde meist die herausragende Kombination von Nas’ Lyrik und der musikalischen Begleitung.
Der Schriftsteller und Journalist Touré vergab als Kritiker der Musikzeitschrift Rolling Stone vier von fünf möglichen Punkten an das Album und deutete an, dass Nas mit Illmatic die damalige Vormachtstellung von Death Row Records und Dr. Dre brechen könne. Insbesondere lobte Touré Nas’ Performance, indem er seine Texte sowie die Stimmlage und Artikulation, mit der er diese vorträgt, hervorhob.
Von dem zum damaligen Zeitpunkt sehr renommierten Hip-Hop-Magazin The Source erhielt Illmatic mit fünf Punkten die Höchstwertung. Diese war anderen Klassikern wie The Chronic, Doggystyle, Enter the Wu-Tang (36 Chambers) und kurz darauf Ready to Die verwehrt geblieben. Für die Rezensentin Minya Oh sei nicht Doggystyle das meisterwartete Debütalbum eines Rappers gewesen, sondern Nas’ erstes Album. Illmatic stelle „eines der besten Hip-Hop-Alben“, das sie je gehört habe, dar. Neben der Produktion und Nas’ lyrischer Leistung betonte sie die Fähigkeit des Rappers, einen direkten Kontakt zum Zuhörer herzustellen, der „über den Unterhaltungsaspekt“ hinausgehe. Dabei könne jeder sich von einem anderen Song des Albums angesprochen fühlen.
2002 nahm sich der Schriftsteller und Musikkritiker Matthew Gasteier, der später für die Musikbuchreihe 33 ⅓ einen Band über Illmatic verfasste, des Albums an und bezeichnete es als „Gipfel der größten Ära des Hip-Hop“:

Illmatic is the best hip-hop record ever made. Not because it has ten great tracks with perfect beats and flawless rhymes, but because it encompasses everything great about hip-hop that makes the genre worthy of its place in music history. Stylistically, if every other hip-hop record were destroyed, the entire genre could be reconstructed from this one album. But in spirit, Illmatic can just as easily be compared to Ready to Die, It Takes a Nation of Millions to Hold Us Back, and Enter the Wu-Tang as it can to Rites of Spring, A Hard Day’s Night, Innervisions, and Never Mind the Bollocks. In Illmatic, you find the meaning not just of hip-hop, but of music itself: the struggle of youth to retain its freedom, which is ultimately the struggle of man to retain his own essence.

„Illmatic ist die beste Hip-Hop-Platte, die je gemacht wurde. Nicht weil sie zehn großartige Stücke mit perfekten Beats und einwandfreien Reimen hat, sondern weil sie alles umfasst, was das Genre so großartig macht und seinen Platz in der Musikgeschichte rechtfertigt. Stilistisch – wäre jede andere Hip-Hop-Platte zerstört – könnte das ganze Genre anhand dieses Albums rekonstruiert werden. Aber im Geiste kann Illmatic genauso einfach verglichen werden mit Ready to Die, It Takes a Nation of Millions to Hold Us Back, und Enter the Wu-Tang wie mit Rites of Spring, A Hard Day’s Night, Innervisions, und Never Mind the Bollocks. In Illmatic findet man nicht nur die Bedeutung von Hip-Hop, sondern von Musik selbst: Der Kampf der Jugend, ihre Freiheit zu bewahren, welcher letztlich der Kampf der Menschen ist, ihr eigenes Wesen zu bewahren.“

Zehn Jahre nach der ursprünglichen Veröffentlichung besprach das E-Zine laut.de die 10 Year Anniversary Illmatic Platinum Series, die mit fünf von fünf Punkten bewertet wurde. Diese Wiederveröffentlichung von Illmatic stelle ein „Re-Release des besten Hip-Hop-Albums aller Zeiten“ dar. Der Rezensent Stefan Johannesberg ging in der Kritik auch auf das ursprüngliche Album ein. Auf Illmatic sei „jeder der zehn Songs ein Hip-Hop-Klassiker“. One Love, N.Y. State Of Mind, It Ain’t Hard To Tell und Life’s a Bitch zählten „auch heute noch zu den besten und wichtigsten Hip-Hop-Tracks der Neunziger“. Des Weiteren hätte die Musik der Produzenten den Begriff „Kopfnicker-Sounds“ erst definiert, während Nas durch seine Raps zum „ungekrönten König der Street Poetry“ avanciert sei.
Neben The Source und laut.de vergaben unter anderem auch die Datenbank AllMusic und das Hip-Hop-Portal RapReviews.com im Rückblick Höchstwertungen an das Album.

### Bestenlisten
Illmatic ist regelmäßig in Bestenlisten sowohl der bedeutendsten Hip-Hop-Alben als auch genreübergreifend vertreten. Beispielsweise erreichte das Album in der Jahresendliste für 1994 der deutschen Musikzeitschrift Spex den neunten Rang. Das britische Hip-Hop-Magazin Ego Trip vergab 1999 die Spitzenposition in der Liste der besten Hip-Hop-Alben von 1994. Die deutsche Hip-Hop-Zeitschrift Juice sah das Werk 2002 unter den einflussreichsten Hip-Hop-Alben aller Zeiten auf Platz Nummer 4. Im darauffolgenden Jahr stand Illmatic an 400. Stelle in der vom Magazin Rolling Stone veröffentlichten Liste der 500 besten Alben aller Zeiten. 2005 wählte die Redaktion von MTV das Album auf den zweiten Platz der besten Hip-Hop-Alben aller Zeiten. In einer ähnlichen Liste von About.com belegte es den ersten Platz.
Daneben erreichte die Single The World Is Yours in einer ebenfalls von About.com veröffentlichten Liste der besten Rapsongs aller Zeiten die siebte Position.
Einer Bewertungsskala von acclaimedmusic.net zufolge, die auf 45 internationalen Bestenlisten und Kritiken beruht, ist Illmatic das zehntbeste Album des Jahres 1994. In Bezug auf die 1990er belegt das Album Platz 55, während es sich auf Rang 296 der besten Alben aller Zeiten befindet.

### Einfluss
Illmatic hat bis heute einen enormen Einfluss auf Hip-Hop-Künstler. Dieser geht vor allem von der lyrischen Ebene des Albums aus, die von vielen – laut Q-Tip von allen Rappern – auf unterschiedliche Weise adaptiert wurde. Der US-amerikanische Rapper Common gab etwa an, sich regelmäßig von Illmatic inspirieren zu lassen. In dem Stück Hustlers von Nas’ Album Hip Hop Is Dead erzählt der Rapper The Game davon, wie er sich Illmatic zusammen mit Dr. Dres The Chronic 1995 gekauft hat und welche Wertschätzung er der Komplexität des Albums entgegenbringt. In seinem eigenen Song Dreams bezieht sich die Zeile “They say sleep is the cousin of death” auf einen Aphorismus aus N.Y. State of Mind. Das Wu-Tang-Clan-Mitglied Raekwon sieht in Illmatic „ein starkes Album“, das Stück One Love sei für ihn „ein Rieseneinfluss“ gewesen.
Auch für den europäischen Hip-Hop war Nas’ erstes Album von besonderer Bedeutung. So setzte der deutsche Rapper Olli Banjo es als qualitativen Maßstab für sein Album Lifeshow an. Die Rapper Curse aus Deutschland und Promoe aus Schweden bezeichneten Illmatic als ihr Lieblingsalbum. Curse wertete das Album und den Einfluss, den Nas auf ihn hatte, in einem Interview:

„Das erste Nas-Album ist für mich das beste Album der Hip-Hop-Geschichte. […] Nas hat mich damals in meiner Art zu rappen und zu flowen extrem beeinflusst.“

Illmatic hat sich auch auf die Rezeption des Hip-Hop im Allgemeinen ausgewirkt. Der Veröffentlichungszeitpunkt 1994 wird heute in Bezug auf raptechnische und musikalische Innovation, aber auch eine beginnende Zuwendung zum Mainstream als entscheidendes Jahr – eine Art Tipping-Point – für die Hip-Hop-Musik angesehen. Illmatics Rolle wird von Matthew Gasteier als Ende des „ursprünglichen Hip-Hop“ und zugleich als Anfang einer lyrisch und produktionstechnisch moderneren Epoche im Hip-Hop bewertet. Nas habe zudem zu den ersten MCs gehört, die sich selbst absolut in den Vordergrund stellten. Damit habe er den Weg geebnet für Rapper wie The Notorious B.I.G. und Jay-Z. Ähnlich kompakt angelegte Alben – das heißt mit einer Reduktion auf wenige Lieder, eine kurze Spielzeit und wenige bis gar keine Gastbeiträge –, die nach Nas’ Debüt veröffentlicht wurden, würden von Kritikern oft mit Illmatic verglichen.
Für AZ bedeutete seine Strophe auf Illmatic den Durchbruch als Rapper. Er bekam einen Vertrag bei EMI und veröffentlichte im darauffolgenden Jahr sein Debütalbum. Sein Beitrag zu Life’s a Bitch (exemplarisch: “My mentality is money orientated”) gilt als Blaupause des kapitalistisch geprägten Hip-Hop der Gegenwart und wird oft als bester Gastbeitrag auf einem Rapalbum genannt.
Nicht zuletzt hatte Illmatic einen starken Einfluss auf Nas’ eigene Karriere. Trotz der eher niedrigen Verkaufszahlen machte ihn das Album schon mit 20 Jahren zu einem der bekanntesten und einflussreichsten Hip-Hop-Künstler New Yorks. Bereits 1995 folgten Gastauftritte auf angesehenen Alben von Mobb Deep, Raekwon, Kool G Rap und AZ. Auf seinen folgenden Alben integrierte Nas daraufhin teilweise stärker an den Mainstream angelehnte Klänge; seine Texte waren weniger von seiner sozial niedrigen Herkunft beeinflusst, als von seinem neuerdings luxuriösen Lebensstil. Diesen ermöglichten ihm die Spitzenplatzierungen seiner Alben It Was Written und I Am … in den USA und der internationale Erfolg seiner Werke nach Illmatic. Spätestens bei der Veröffentlichung von Nastradamus Ende 1999 wurde allerdings die abnehmende Qualität und zunehmende Kommerzialisierung der Lyrik und Musik kritisiert. Ab Stillmatic, laut Nas eine Wiedergeburt von Illmatic, bekamen seine Alben wieder positivere Bewertungen, trotzdem werden bis heute bei jeder Veröffentlichung von Nas Vergleiche zu Illmatic gezogen, bei denen seine übrigen Werke zumeist schlecht abschneiden. Der Hip-Hop-Musiker und Journalist Falk Schacht beschrieb diesen Sachverhalt in einer Kolumne für die Juice folgendermaßen:

„Alle Musikfans, und damit meine ich nicht nur HipHop-Fans, kennen das Problem. Da entdeckt man ein Album voller wunderbarer Musik für sich, und man verschmilzt geradezu mit diesem Album. […] Das böse Erwachen folgt dann meistens bei dem Folgealbum. Wahrscheinlich gibt es kaum einen, der in seiner Laufbahn so sehr mit dieser Problematik konfrontiert wurde, wie Nas. Noch heute wird jedes seiner Alben an seinem Klassiker ‚Illmatic‘ gemessen.“

### Aufnahme in die Library of Congress
Im März 2021 wurde das Album in die Kongressbibliothek für die in den Stücken verwendeten "mehrsilbigen Reime, rhythmische Komplexität, düsteren Drums sowie unscharfen Samples" aufgenommen.

### Weiterverwendung
Einige Stücke von Illmatic wurden später von anderen Künstlern gesamplet. Am bekanntesten ist die Wiederverwendung durch Jay-Z auf Reasonable Doubt: Für das Stück Dead Presidents samplete der Produzent Ski einen Ausschnitt von Nas’ Stimme aus dem Remix von The World Is Yours, in dem dieser rappt “I’m out for dead presidents to represent me”. Für sein Stück Rap Game/Crack Game verwendete er ein Jahr darauf erneut Nas’ Stimme, diesmal den Vers “Somehow the rap game reminds me of the crack game” aus Represent. Anfang der 2000er lieferten Nas und Jay-Z sich einen verbalen Wettstreit, im Hip-Hop-Jargon auch „Beef“ genannt. Dabei diskreditierte Jay-Z 2001 in dem Stück Takeover die Qualität von Nas’ Alben, gab aber gleichzeitig zu, dass Illmatic ein „heißes Album“ gewesen sei. Neben Jay-Z samplete beispielsweise Alicia Keys die Musik von Nas: 2003 verwendete sie Auszüge aus N.Y. State of Mind für ihr Stück Streets of New York, das sie gemeinsam mit Nas und Rakim aufnahm. Auf ihrem 2005 veröffentlichten Unplugged-Album spielte sie das Stück live mit dem in N.Y. State of Mind zu hörenden Riff.
Der Rapper Fashawn, während der Veröffentlichung von Illmatic erst fünf Jahre alt, brachte 2010 ein Mixtape namens Ode to Illmatic heraus. Auf diesem verwendete er die originalen Instrumentals und Songtitel – lediglich N.Y. State of Mind änderte er um in C.A. State of Mind – sowie ein an Illmatic angelehntes Artwork. In seinen Raps zitiert er zudem des Öfteren die Texte von Nas. Den Part von AZ in Life’s a Bitch übernahm Talib Kweli. Ein ähnliches Konzept verfolgte der Rapper Elzhi 2011 auf seinem Mixtape Elmatic. Allerdings ließ er die ursprünglichen Instrumentals von der Band Will Sessions neu einspielen. Der Songtitel Detroit State of Mind ist wie bei Fashawn auf die eigene Herkunft übertragen. Life’s a Bitch wiederum entstand gemeinsam mit Royce da 5′9″. Auch der Rapper J. Cole plante 2010 ein Mixtape namens Villematic zu veröffentlichen, dessen Cover deutlich auf Illmatic verweist. Letztlich erschien aber nur ein gleichnamiger Song.
Auch Nas selbst verwendete Elemente seines Debüts in späteren Stücken: Im Refrain der Singles The Message von 1996 und Nas Is Like von 1999 sind Vocalsamples aus N.Y. State of Mind beziehungsweise It Ain’t Hard to Tell zu hören. Ebenfalls 1999 veröffentlichte der Rapper das Stück N.Y. State of Mind Pt. II, das sich musikalisch und inhaltlich an dem ersten Part orientiert. Daneben bezieht sich der Refrain des Liedes Thief’s Theme von 2004 auf eine Zeile von The World Is Yours.
The World Is Yours fand zusätzlich in anderen Bereichen der Massenmedien weitere Verwendung. Das Stück ist in dem Videospiel Tony Hawk’s Underground und auf dem Soundtrack des Films The Wackness – Verrückt sein ist relativ zu hören. Denzel Washington benutzte den Song 2002 für sein Regiedebüt Antwone Fisher.

## Kommerzieller Erfolg

### Chartplatzierungen
Illmatic war kommerziell nicht so erfolgreich wie Nas’ folgende Alben. Es erreichte lediglich in den Vereinigten Staaten die Charts, wo es bei einer Höchstplatzierung auf Rang 12 insgesamt 19 Wochen in den Billboard 200 blieb. Von den Singles war nur It Ain’t Hard to Tell mit Rang 91 in den Billboard Hot 100 vertreten, zusätzlich platzierte der Song sich auf Rang 57 der R&B-/Hip-Hop-Songs. In dieser Rangliste erreichte die dritte Single The World Is Yours Platz 67. Nachdem das Album in den USA Anfang 1996 Gold-Status erreicht hatte, wurde es Ende 2001 mit einer Platin-Schallplatte für die 1 Million verkaufter Alben ausgezeichnet. Im darauffolgenden Jahr erhielt Illmatic eine Goldene Schallplatte in Kanada für 50.000 verkaufte CDs.
| ChartsChartplatzierungen       | Höchstplatzierung | Wochen |
| ------------------------------ | ----------------- | ------ |
| Vereinigte Staaten (Billboard) | 12 (20 Wo.)       | 20     |
| Vereinigtes Königreich (OCC)   | 57 (1 Wo.)        | 1      |

### Auszeichnungen für Musikverkäufe
| Land/Region                  | Auszeichnungen für Musikverkäufe (Land/Region, Auszeichnung, Verkäufe) | Verkäufe  |
| ---------------------------- | ---------------------------------------------------------------------- | --------- |
| Dänemark (IFPI)              | Gold                                                                   | 10.000    |
| Italien (FIMI)               | Gold                                                                   | 25.000    |
| Kanada (MC)                  | Gold                                                                   | 50.000    |
| Neuseeland (RMNZ)            | Gold                                                                   | 7.500     |
| Vereinigte Staaten (RIAA)    | 2× Platin                                                              | 2.000.000 |
| Vereinigtes Königreich (BPI) | Platin · + Silber (Illmatic XX)                                        | 360.000   |
| Insgesamt                    | 1× Silber · 4× Gold · 3× Platin ·                                      | 2.452.500 |

## Wiederveröffentlichung
Im Jahr 2004 wurde Illmatic unter dem Titel 10 Year Anniversary Illmatic Platinum Series wiederveröffentlicht. Das Album enthält neben den digital neu gemasterten Stücken von Illmatic eine zweite CD, die vier Remixe und zwei neue Lieder umfasst. Das Stück On the Real war bereits auf dem 1991 veröffentlichten Demotape von Nas enthalten; Nas nahm seine beiden alten Strophen erneut auf und ergänzte zudem eine neue. Das ursprünglich in Brauntönen gehaltene Cover von Illmatic wurde silberfarben überarbeitet.
Die Titelliste der zweiten CD lautet wie folgt:
1. Life’s a Bitch (feat. AZ) – 3:00
  - Produziert von Rockwilder
2. The World Is Yours – 3:56
  - Produziert von Vibesmen
3. One Love – 5:10
  - Produziert von Nick „Fury“
4. It Ain’t Hard to Tell – 3:27
  - Produziert von Nick „Fury“
5. On the Real – 3:26
  - Produziert von Marley Marl
6. Star Wars – 4:08
  - Produziert von Large Professor